# Wiedeńska Genesis
Wiedeńska Genesis (łac. Purpureus Vindobonensis; Rahlfs no. L) – fragment ilustrowanego rękopisu greckiego Starego Testamentu, tj. Septuaginty. Nazwa pochodzi od miejsca przechowywania kodeksu – Wiednia, gdzie manuskrypt znajduje się od 1644 roku. Paleograficznie datowany jest na V lub VI wiek. Jest jedynym zachowanym kodeksem purpurowym Septuaginty i jednym z nielicznych jej ilustrowanych rękopisów. Każda strona kodeksu jest ilustrowana, jednak artystyczny poziom ilustracji jest nierówny. Większa część kodeksu zaginęła. Kodeks nazywany bywa średniowiecznym komiksem.

## Opis
Zachowały się 24 pergaminowe karty kodeksu (35 × 26 cm), ale oryginalnie kodeks miał ich prawdopodobnie 96. Pergamin jest bardzo cienki, sporządzony został ze skóry cielęcej i nasączony purpurą. Strony mają kolor czerwony lub fioletowy. Tekst pisany jest jedną kolumną na stronę, srebrnym atramentem. Zachowało się 48 ilustracji. Pierwotnie miał ich prawdopodobnie 192. Kodeks kończy się na śmierci Jakuba.
Kodeks zawiera następujące partie tekstu Księgi Rodzaju: 3,4-24; 7,19-8,20; 9,8-15.20-27; 14,17-29; 15,1-5; 19,12-26.29-35; 22,15-19; 24,1-11.15-20; 24,22-31; 25,27-34; 26,6-11; 30,30-37; 31,25-34; 32,1-18.22-32; 35,1-4.8.16-20.28-29; 37,1-19; 39,9-18; 40,14-41,2; 41,21-32; 42,21-38; 43,2-21; 48,16-49,3; 49,28-33; 50,1-4.
Tekst w wielu miejscach wyblakł, a pergamin został przeżarty przez atrament. Litery iota oraz ypsilon posiadają dierezę, jeżeli pisane są na początku; nomina sacra pisane są skrótami i złotym atramentem.
Tekst jest dziełem dwóch skrybów, podczas gdy ilustracje wyszły spod ręki co najmniej siedmiu artystów. Cechą rękopisu jest przewaga ilustracji nad tekstem. Ilustracje przedstawiają kluczowe sceny biblijne w porządku zgodnym z tekstem. Każdy z artystów stosował swój własny styl szkicowania postaci oraz kolorowania. W efekcie tego powstał nierówny pod względem artystycznym poziom ilustracji, w niektórych źle zostały dobrane proporcje oraz kolory, inne natomiast wykonane zostały z prawdziwym artyzmem. Do wyjątków należy ilustracja przedstawiająca potop, w której dominującym kolorem jest niebieski, a ten w piękny sposób kontrastuje z purpurowym kolorem pergaminu. Inną słynną ilustracją jest scena przedstawiająca spotkanie sługi Abrahama z Rebeką.
Niektóre warianty tekstowe
Z lewej strony klamry wariant kodeksu A, z prawej strony kodeksu L
37,2 – κατηνγκαν ] κατηνεγκεν
37,4 – φιλει ο πατηρ αυτου ] ο πατηρ φιλει
37,17 – εις ] εν
37,18 – brak ] του

## Historia
Z paleograficznego punktu widzenia kodeks mógł powstać zarówno w V jak i w VI wieku. Artystyczna analiza ilustracji pozwala na dokładniejsze uściślenie daty i wskazuje na początek VI wieku. Zauważono bliski związek z dwoma purpurowymi rękopisami Nowego Testamentu: Kodeksem z Synopy i Ewangeliami z Rossano. Wszystkie zdradzają cechy wschodniej ikonografii, ten sam sposób szkicowania postaci, głowy są wielkie i szerokie; miasta zawsze są przedstawiane w ten sam sposób, ta sama brama prowadzi do środka. Jan Chrzciciel w areszcie (Sinopensis) przypomina Józefa. Wszystkie trzy kodeksy stosują nierówny styl artystyczny. Ten typ ilustrowania pojawił się za panowania Justyniana Wielkiego.
Jako miejsce prawdopodobnego powstania kodeksu wskazuje się Syrię (Antiochia), m.in. ze względu na artystyczne podobieństwo do syryjskich Ewangelii Rabbuli, lub Konstantynopol. Zdaniem jednych badaczy mogło to być na początku VI wieku, zdaniem innych – niedługo po panowaniu Justyniana Wielkiego i w tym samym okresie co Kodeks z Synopy i Ewangelie z Rossano.
Historia kodeksu aż do wieku XIV, kiedy to znalazł się w Wenecji, jest nieznana. Przywieziony tu został ze wschodu zapewne przez krzyżowców. W 1664 roku nabyty został dla biblioteki w Wiedniu, gdzie przechowywany jest w Austriackiej Bibliotece Narodowej (cod. theol. gr. 31).
Pierwszy opis kodeksu sporządził Peter Lambeck w 1776 roku. Fotograficzne facsimile wydane zostało w roku 1895.
Kodeks jest cytowany w krytycznym wydaniu tekstu Septuaginty Alfreda Rahlfsa i oznaczany jest przy pomocy siglum L. W Rdz 37,2.4.17.18 Rahlfs oparł swój tekst właśnie na Wiedeńskiej Genesis, przeciwstawiając go autorytetowi Kodeksu Aleksandryjskiego (A), który uchodzi za najlepszy rękopis w Księdze Rodzaju.

## Galeria

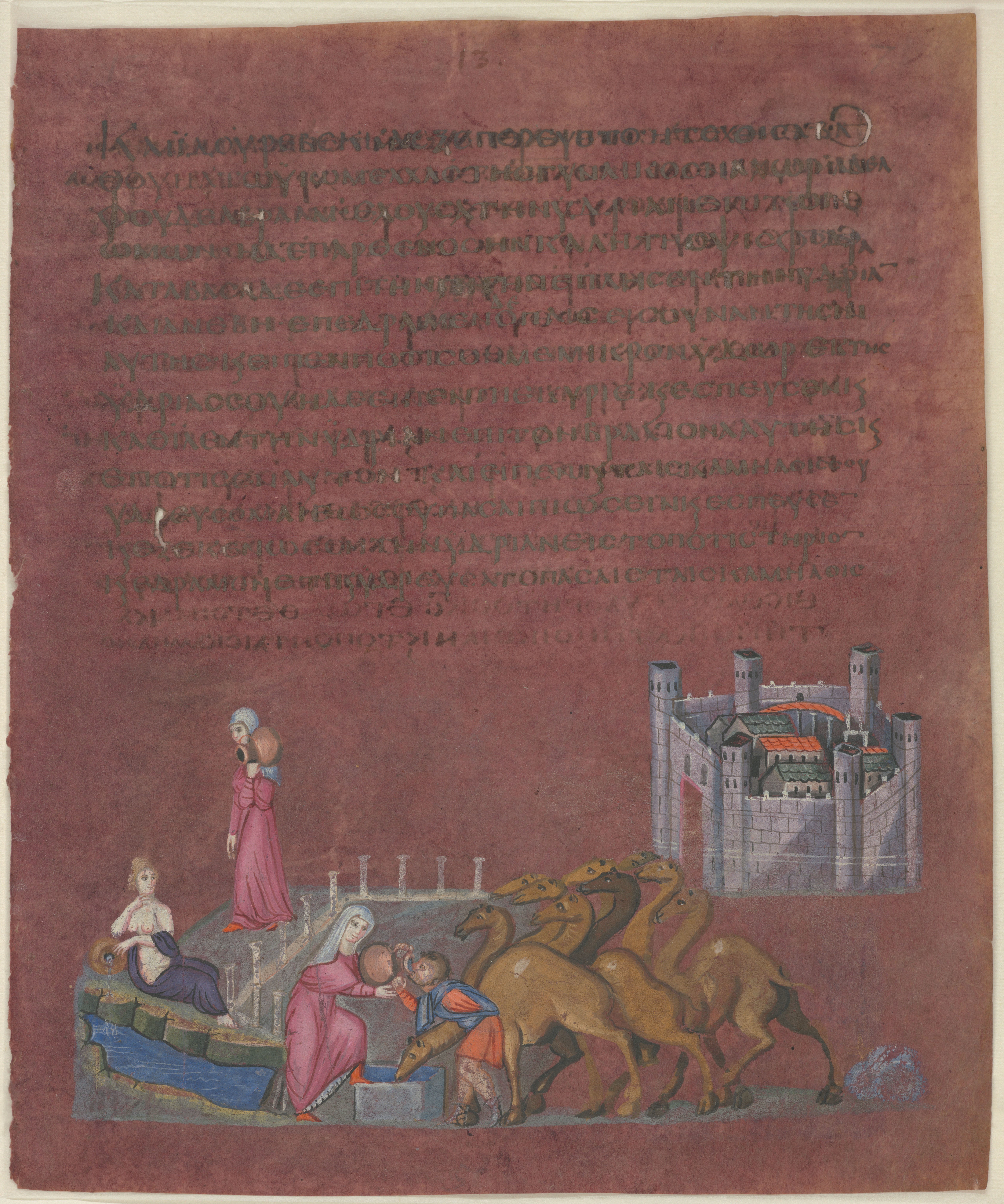
Rebeka czerpie wodę dla wielbłądów
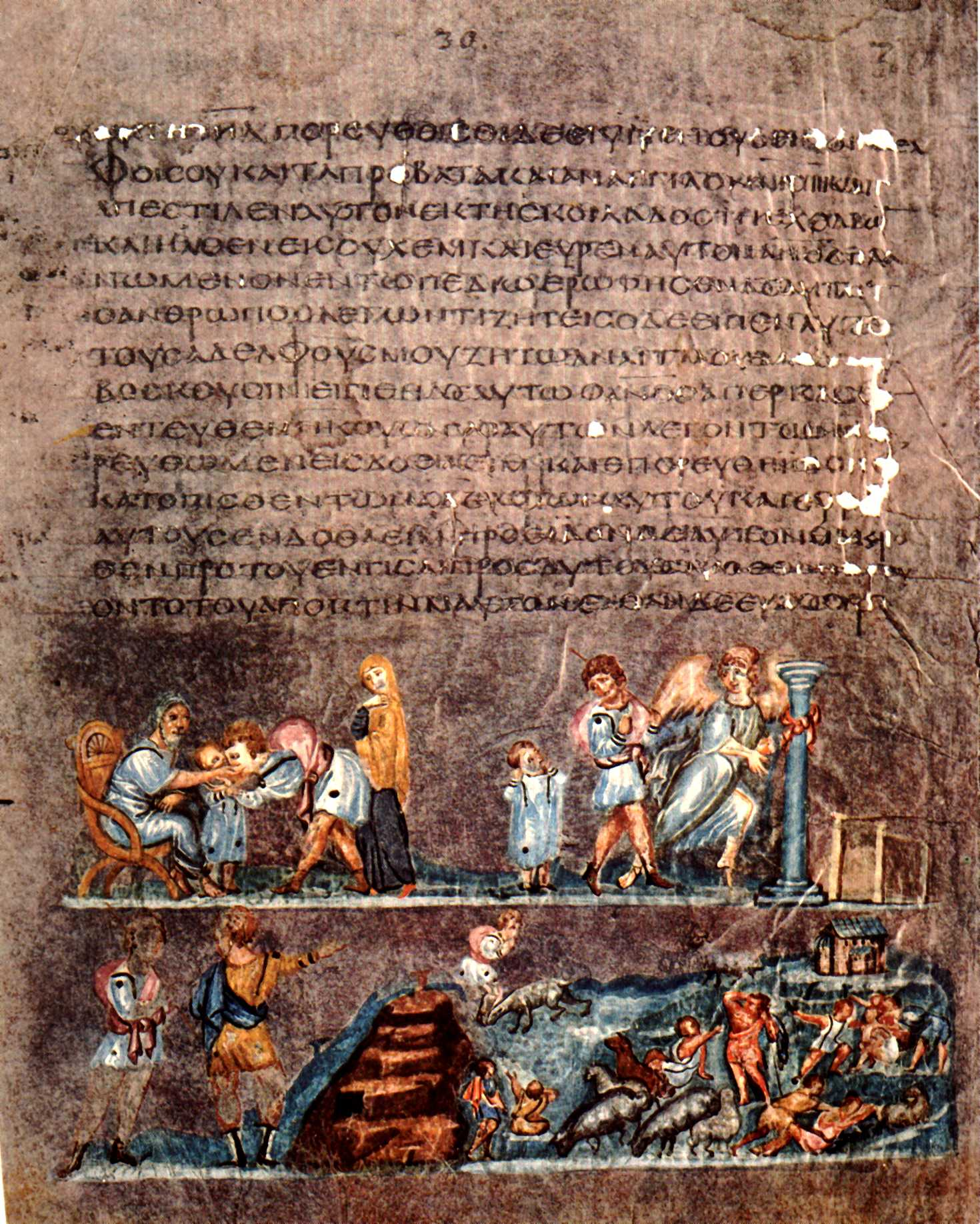
Uprowadzenie Józefa do Egiptu
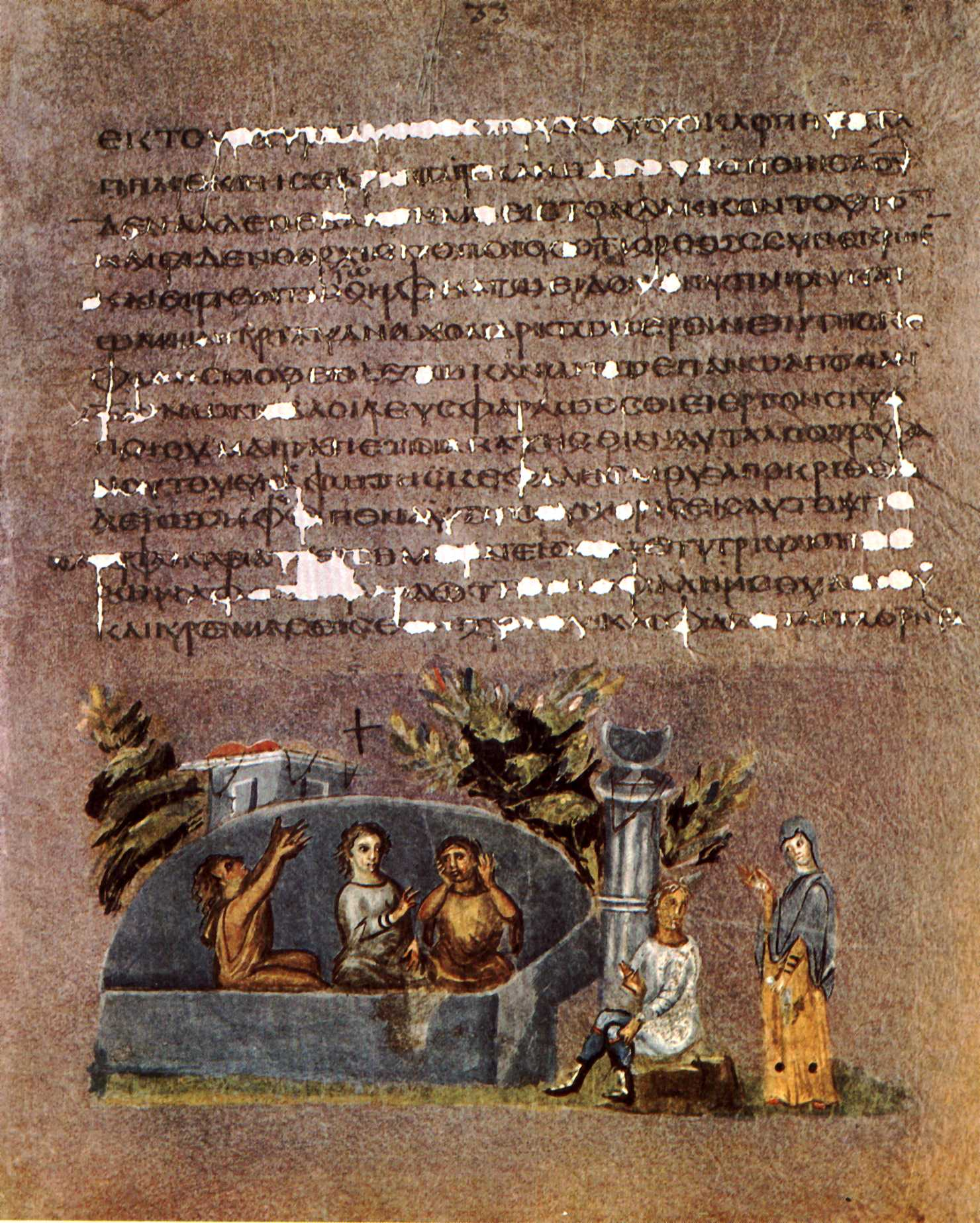
Józef w więzieniu
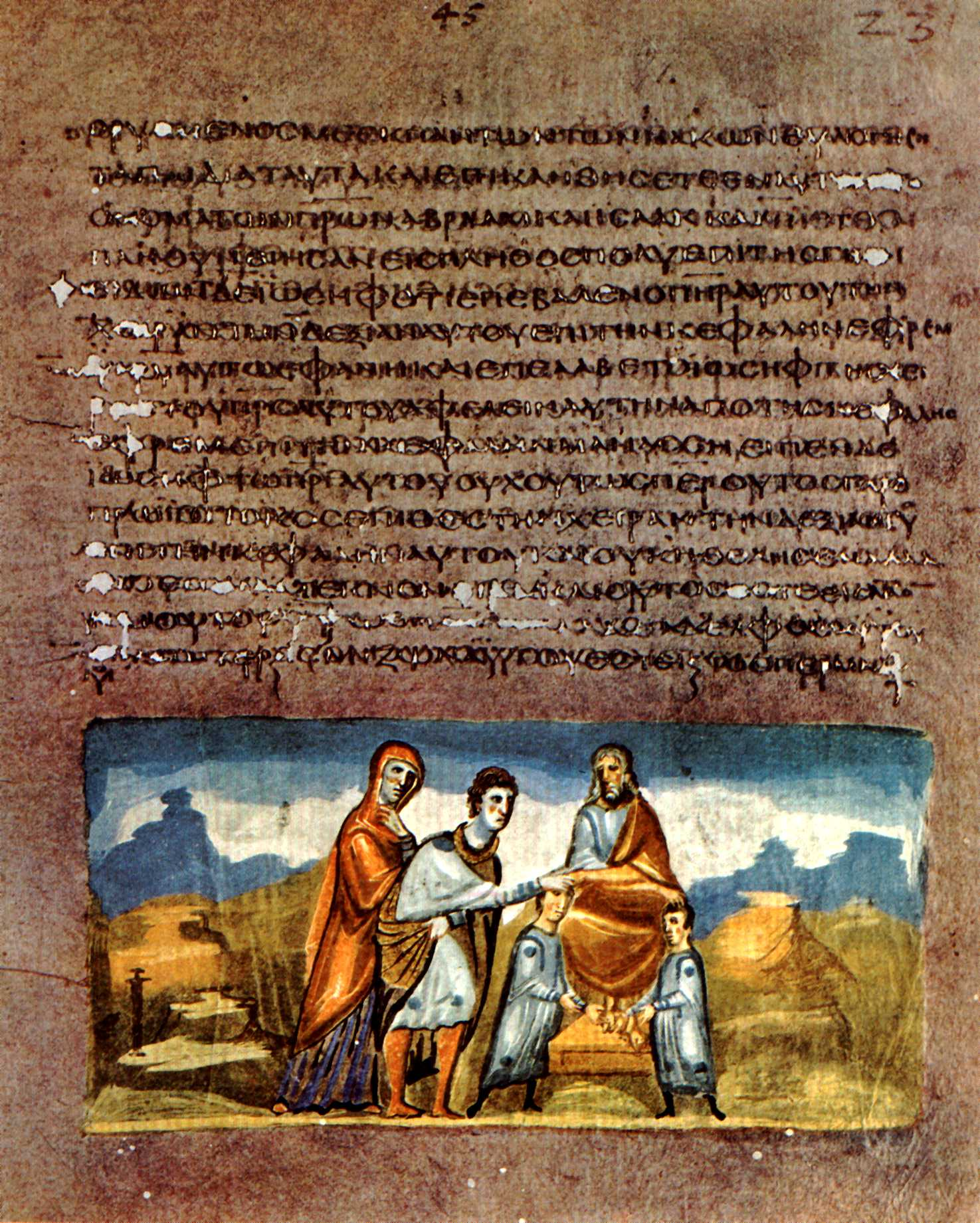
Jakub błogosławi Efraima i Manassesa